# Jacques Audiberti
Jacques Audiberti est un écrivain, poète et dramaturge français, né le 25 mars 1899 à Antibes (Alpes-Maritimes) et mort le 10 juillet 1965 dans le 5e arrondissement de Paris.
Il est auteur d'une œuvre théâtrale importante, mais aussi de romans, d'essais, de poèmes et de critiques cinématographiques.

## Biographie

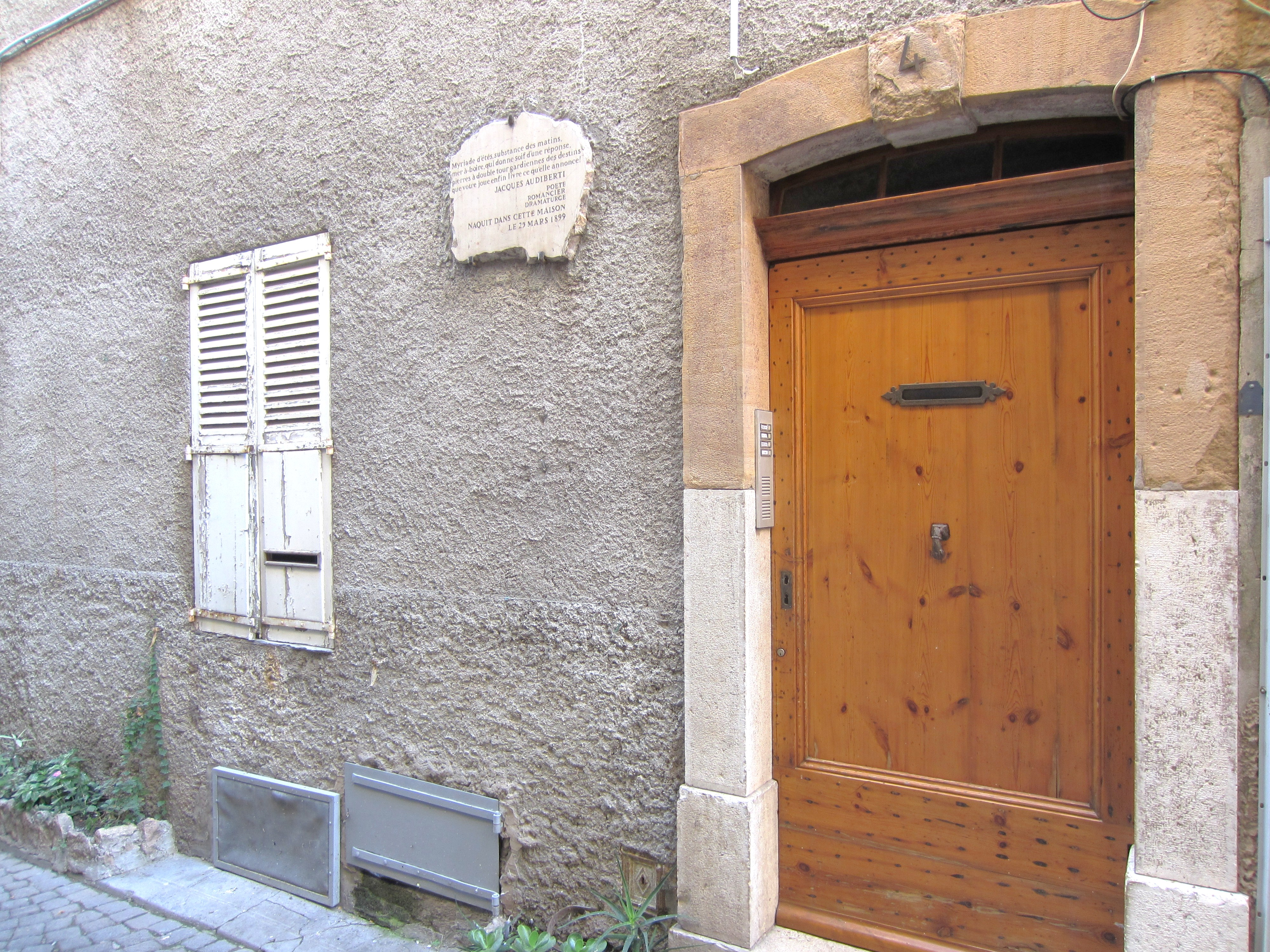
Maison d'Antibes où il naquit.

Jacques Audiberti naît le 25 mars 1899, fils unique de Louis Audiberti, maître-maçon à Antibes, et de sa femme, Victorine. De 1905 à 1914, il fait ses études primaires, puis secondaires à Antibes, qu’il est obligé d’interrompre pour raison de santé. Il commence à faire paraître poèmes et chroniques au Réveil d’Antibes. Edmond Rostand, à qui il a envoyé des poèmes, lui adresse ses encouragements ainsi qu’une photo dédicacée qu’Audiberti conservera longtemps. Il découvre avec émerveillement le cinéma. De 1918 à 1924, il est commis-greffier au tribunal de Commerce où son père a été nommé juge. Audiberti monte à Paris. Recommandé par un condisciple, Émile Condroyer, il entre au Journal qu’il quittera l’année suivante pour Le Petit Parisien où il couvre les faits divers en banlieue parisienne. Par Benjamin Péret, également journaliste au Petit Parisien, il approche le mouvement surréaliste sans jamais lui appartenir. Il fréquente beaucoup la Bibliothèque nationale. Deux ans plus tard, il se marie avec une jeune institutrice antillaise, Élisabeth Cécile Amélie Savane (1899-1988), dont les prénoms composeront le titre d’un poème paru en 1936 et qui sera connue comme traductrice de l'anglais sous le nom d'Amélie Audiberti. Elle sera notamment la première traductrice du roman 1984 de George Orwell en 1950. Deux filles naîtront de cette union : Jacqueline et Marie-Louise Audiberti.
En 1930 paraît à compte d’auteur, grâce à l’aide financière de son père, un premier recueil de poèmes, L’Empire et la Trappe. Soutenu par Jean Paulhan, Audiberti collabore à diverses revues et est nommé, en 1935, reporter au Petit Parisien. Parmi ses connaissances et amis, figurent Jean Cassou, Valery Larbaud, Léon-Paul Fargue. En 1933 débute la correspondance avec Jean Paulhan qui ne s'achèvera qu'en 1965, quelques semaines avant sa mort. Race des hommes, recueil de poésie publié à la NRF en 1937, reçoit le Prix de poésie de l’Académie Mallarmé en 1938. Audiberti rencontre, à cette occasion Paul Valéry et Jean Cocteau. Le Petit Parisien l’envoie en 1939 à la frontière espagnole lors de la déroute de l’armée républicaine : « Je vis la guerre d’Espagne. Je vomis. » Audiberti suit l’exode pour le journal, puis interrompt sa collaboration quand le journal passe sous contrôle allemand. Audiberti donne des critiques cinématographiques. Il poursuit son œuvre poétique et romanesque tout en voyageant : Aurillac, Toulouse, Val-d'Isère.

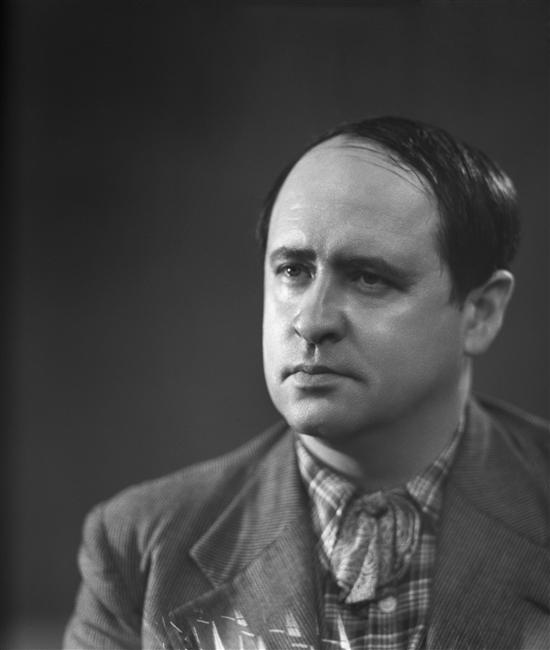
Jacques Audiberti en 1939 (Studio Harcourt).

De 1941 à 1943, il travaille au journal Comœdia pour lequel il rédige de nombreuses critiques cinématographiques qui donnent une vision du cinéma sous l'occupation. Il se lie d’amitié avec le futur cinéaste Jacques Baratier. Il passe la fin de la guerre à Antibes. Il y traduit les épisodes amoureux de la Jérusalem Délivrée sous le titre Les flèches d'Armide (1946, nouvelle édition 1993).
L’Académie française lui décerne le prix Jean-Reynaud en 1944.
De 1946 à 1952 se succèdent : expositions de gouaches ; création de ses pièces de théâtre ; publications de romans ; participation au fascicule de La Nef de Lucie Faure, intitulé « L’Amour est à réinventer » aux côtés, entre autres, de Marcelle Auclair, Hervé Bazin, Émile Danoën et Roger Vailland ; etc. Il reçoit des prix. Il rencontre Georges Vitaly, Suzanne Flon, Michel Piccoli, André Barsacq, etc. Avec l’écrivain italien Beniamino Joppolo et le peintre Camille Bryen, il élabore « l’abhumanisme » en 1952. L'année suivante François Truffaut convainc Audiberti d’écrire des billets pour les Cahiers du cinéma.
De 1954 à 1964 il publie des romans et connaît le succès au théâtre. En 1962, la création à la Comédie-Française de La Fourmi dans le corps provoque une bataille mémorable entre des abonnés choqués et un public plus « averti » ne cachant pas son adhésion enthousiaste, tandis que son ami Jacques Baratier adapte au cinéma son roman La Poupée. Audiberti contribue à cette réalisation et en fait le récit dans un article paru dans Le Nouveau Candide, no 78, en octobre.
En 1958, il est promu officier de la Légion d'honneur.
Audiberti reçoit en 1964 le grand prix national des Lettres pour l’ensemble de son œuvre ainsi que le prix des Critiques. Dès 1960, Marcel Maréchal met en scène avec son accord et son soutien nombre de ses pièces : L'Opéra du monde, Cavalier seul, La Poupée… Souffrant d’un cancer, il subit une première opération. Il correspond avec François Mauriac.
Jacques Audiberti meurt en 1965, quelques semaines avant la publication de son roman-journal Dimanche m’attend. Son ami Claude Nougaro lui rend hommage cette même année avec sa Chanson pour le maçon (le père d'Audiberti). Il est inhumé dans le caveau de sa belle-famille au cimetière parisien de Pantin (32e division).
La ville d'Antibes lui rend hommage avec un lycée portant son nom. Elle a créé le Prix Audiberti en 1979.
En 2020, l'association des Amis de Jacques Audiberti crée le « prix Jeune Audiberti », décerné au terme d'un concours d'écriture réservé aux jeunes de moins de 26 ans.

## Œuvres
- L’Empire et la Trappe. Paris, Librairie du Carrefour, 1930 ; réédition Paris, Gallimard, 1969, 183 p.
- Élisabeth-Cécile-Amélie. Paris, G.L.M., coll. Repères, 1936, 11 p.
- Race des hommes. Paris, Gallimard, coll. Métamorphoses, 1937, 180 p., réédition 1964
- Abraxas. Paris, Gallimard, 1938, 289 p.
- Septième. Paris, Gallimard, 1939, 224 p.
- Paroles d’éclaircissement. Aurillac, La Pomme de sapin, 1940, 23 p.
- Des tonnes de semence. Paris, Gallimard, 1941, 155 p.
- Urujac. Paris, Gallimard, 1941, 254 p.
- Carnage. Paris, Gallimard, 1942, 254 p.
- La Nouvelle Origine. Paris, Gallimard, 1942, 93 p.
- Le Retour du divin. Paris, Gallimard, 1943, 269 p.
- La Fin du monde. Paris, Société parisienne de librairie et d’édition, 1943, 72 p. - Collection Babel no 1, 1989
- Toujours. Paris, Gallimard, 1943, 117 p.
- La Nâ. Paris, Gallimard, 1944, 362 p.
- La Bête noire. Paris, Les quatre Vents, 1945, 94 p.
- Vive guitare. Paris, Robert Laffont, 1946, 94 p.
- Monorail. Fribourg-Paris, Egloff, 1947, 415 p. ; réédition, Paris, Gallimard, 1964, 336 p.
- Talent. Fribourg-Paris Eflogg, 1947, 238 p.
- L’Opéra du monde. Paris, Fasquelle, 1947, 1931 p.
- Le Victorieux. Paris, Gallimard, 1947, 241 p.
- Théâtre, tome I. Quoat-Quoat. L’Ampélour. Les Femmes du bœuf. Le mal court. Paris, Gallimard, 1948, 198 p.
- Les médecins ne sont pas des plombiers. Paris, Gallimard, 1948, 197 p.
- Cent jours. Paris, Gallimard, 1950, 284 p.
- Le Maître de Milan. Paris, Gallimard, 1950, 264 p. ; réédition, Paris, LGF, coll. « Le Livre de poche », 1968, 256 p.
- La Pluie sur les boulevards. Angers, Au masque d’or, 1950, 76 p.
- Le Globe dans la main, Tome I. L’Amour. Paris, Forêt, 1950, 32 p.
- Le Globe dans la main, Tome II. La Médecine. Paris, Forêt, 1951, 32 p.
- L’Ouvre-Boîte (en collaboration avec Camille Bryen), Paris, Gallimard, 1952, 201 p.
- Marie Dubois. Paris, Gallimard, 1952, 285 p.
- Théâtre, Tome II. La fête noire[9]. Pucelle. Les Naturels du Bordelais. Paris, Gallimard, 1952, 304 p.
- Madame Filoumé, adaptation en français de la pièce Filumena Marturano (1946) d'Eduardo De Filippo, créée le 25 octobre 1952 au Théâtre de la Renaissance, à Paris.
- Rempart. Paris, Gallimard, 1953, 137 p.
- Molière. Paris, l’Arche, coll. « Les grands dramaturges », 1954, 158 p. ; réédition, Paris, LGF, coll. « Le Livre de poche », 1973, 160 p.
- L’Abhumanisme. Paris, Gallimard, 1955, 226 p.
- Les Jardins et les Fleuves. Paris, Gallimard, 1954, 398 p.
- La Beauté de l’amour. Paris, Gallimard, 1955, 182 p.
- Le Cavalier seul. Paris, Gallimard, coll. « Le manteau d’Arlequin », 1955, 247 p.
- La Poupée. Paris, Gallimard, 1956, 244 p.
- Théâtre, Tome III. La Logeuse. Opéra parlé. Le Ouallou, Altanima. Paris, Gallimard, 1956, 261 p.
- La Mégère apprivoisée. Paris, Gallimard, coll. « Le manteau d’Arlequin », 1957, 280 p.
- Le Sabbat ressuscité par Leonor Fini. Paris, Société des amis du livre, 1957, 129 p.
- La Hobereaute. Paris, Paris-Théâtre no 146 (s.d.), p. 12-37.
- Infanticide préconisé. Paris, Gallimard, 1958, 287 p.
- Lagune hérissée. Paris, Société des cent une, 1958, 173 p.
- L’Effet Glapion. Paris, Gallimard, coll. « Le manteau d’Arlequin », 1959, 203 p. ; réédition, Paris, LGF, coll. « Le Livre de poche », 1962, p. 103-244.
- Théâtre, Tome IV. Cœur à cuir. Le Soldat Dioclès. La Fourmi dans le corps. Les Patients, L’Armoire classique. Un bel Enfant. Paris, Gallimard, 1961, 287 p.
- Théâtre, Tome V. Pomme, Pomme, Pomme[10]. Bâton et ruban. Boutique fermée. La Brigitta. Paris, Gallimard, 1962, 258 p.
- La Poupée. Scénario et dialogues. Paris, Gallimard, 1962, 126 p.
- Les tombeaux ferment mal. Paris, Gallimard, 1963, 236 p.
- La Guérite. N.R.F., no 132 (1/12/1963), p. 642-662, 841-861.
- Ange aux entrailles, 1964
- Entretiens avec Georges Charbonnier. Paris, Gallimard, 1965, 167p.
- Dimanche m’attend. Paris, Gallimard. 1965, 289 p. Paris, Gallimard, coll. « L'Imaginaire », 1968, 214 p.
- La Poupée. Comédie en six tableaux. Paris, Gallimard, coll. « Le manteau d’Arlequin », 1969, 102 p.
- Le Mur du fond, Ecrits sur le cinéma, édition établie et présentée par Michel Giroud et Jérôme Prieur, éditions des Cahiers du cinéma, 1996, 448 p.
- Paris fut. Éditions Claire Paulhan, coll. « Pour mémoire », texte établi et préfacé par Josiane Fournier, mars 1999, 200 p.[11]

### Aux éditionsFata Morgana
- Chiens écrasés, illustrations de Reinhoud, 24 pages, 1991
- Une époque est finie, 8 pages, 1999
- Chiens écrasés, 120 pages, 2000
- Le poète, 56 pages, 2001
- J’ai dû dormir une seconde, illustrations de Reinhoud, 120 pages, 2002
- Contribution à l'énigme, 72 pages, 2005
- Pastel Friseur, illustrations de Bernard Dufour, 16 pages, 2006

Jacques Audiberti a, en outre, collaboré à de nombreux périodiques. Voir, pour la liste, la bibliographie fournie par Jean-Yves Guérin dans Le Théâtre d’Audiberti et le baroque, Paris, Klincksieck, 1976, p. 248.
Une association des Amis de Jacques Audiberti fut créé en 1973, laquelle publie des cahiers contenant des textes écrits par Audiberti ainsi que des articles le concernant.

## Prix et distinctions
- 1937 : Prix Mallarmé pour son recueil Race des hommes